# Giorgio Parisi
Giorgio Parisi (Roma, 4 de agosto de 1948) es un influyente físico italiano, por sus trabajos de mecánica estadística y la teoría cuántica de campos. Fue uno de los galardonados con el Premio Nobel de Física en 2021.

## Contribuciones a la Física
Junto con el argentino Miguel Ángel Virasoro y el francés Marc Mezard descubrió la ultramétrica organización de los estados de baja temperatura del vidrio de espín en dimensiones infinitas.
Una de sus contribuciones más conocidas es la ecuación KPZ que describe la dinámica fractal de los procesos de crecimiento superficial cuando hay transmisión lateral de la información (Kardar-Parisi-Zhang).
En 2021 fue galardonado con el Premio Wolf en Física y con el Nobel de Física, compartido con Klaus Hasselmann y Syukuro Manabe. Parisi obtuvo la mitad del premio por el «descubrimiento de la interacción del desorden y las fluctuaciones en los sistemas físicos desde escalas atómicas hasta planetarias».